# Растіла (квартал)
Растіла  (фін. Rastila, швед. Rastböle) — квартал району Вуосаарі у Східному Гельсінкі, Фінляндія. Площа — 1,11 км², населення — 4212 осіб.
На терені кварталу в 2008 році відкрита метростанція Растіла, що також обслуговує квартал Мері-Растіла. У Растіла є єдиний кемпінг у Гельсінкі та популярний пляж у Мері-Растіла на Вартіокюлянлахті